# Жодинская ТЭЦ
Жодинская ТЭЦ (ранее — Смолевичская ГРЭС) — теплоэлектроцентраль, находится в городе Жодино Минской области, на берегу реки Плисы. Снабжает электрической и тепловой энергией город и часть Смолевичского района. На балансе «Жодинской ТЭЦ» находятся 184,042 км тепловых сетей, в том числе 32,3359 км сетей горячего водоснабжения.

## История
Первые работы над Жодинской ТЭЦ (тогда ещё Смолевичской ГРЭС) начались в 1938-40 годах с выбора будущей площадки для станции. Продолжению строительства помешала Великая Отечественная Война и все планы были отложены вплоть до 1947 года. Постановлением Совета Министров Белорусской ССР № 18 от 11 января 1947 г. был отведен участок земли, площадью 136,88 гектара под строительство Смолевичской ГРЭС из земель колхоза «Борец воли» Жодинского сельсовета и совхоза «Заречье». Проект электростанции спроектирован отделением Ленинградского института «Теплоэлектропроект». Топливом был выбран фрезерный торф.
30 ноября 1951 г. стартовал пробный пуск котла № 2 и турбогенератора № 1 в 15:20. Турбогенератор № 1 мощностью 18 МВт был успешно включён в работу с энергосистемой. Вторая очередь строилась в 1956—1958 гг., общая установленная электрическая мощность станции достигла 92,7 МВт. Из-за активного расширения и строительства г. Жодино появились новые потребители, которым были необходимы горячая вода и технологический пар. В 1961 г. была произведена реконструкция и монтаж теплофикационной турбины, установки бойлерной и паропреобразователя.
К 1979 г. работоспособность станции полностью определялась режимами отпуска тепловой энергии, а Смолевичская ГРЭС Приказом Минэнерго СССР от 11.06.1979 г. № 44 была переименована в Жодинскую ТЭЦ. Только в 1983 г. в качестве основного топлива на Жодинской ТЭЦ был принят природный газ, резервного — мазут. В 1985 — 1987 гг. проводились строительные работы по созданию мазутного и газового хозяйства, очистных сооружений. Была построена новая дымовая труба высотой 180 метров. С этого момента окончательно прекратилось сжигание фрезерного торфа как топлива для электростанции. В 1986 г. на баланс Жодинской ТЭЦ передана котельная Борисовского завода пластмассовых изделий, в 2002 г. котельная НПО «Экран». Через год была передана и котельная РУПП «Автогидроусилитель», получившая впоследствии название котельный цех № 3 в г. Борисове филиала «Жодинская ТЭЦ». В 2014 году была проведена масштабная реконструкция с установкой блока ПГУ-65МВт, после чего отделы переименовали в Борисовскую ТЭЦ.

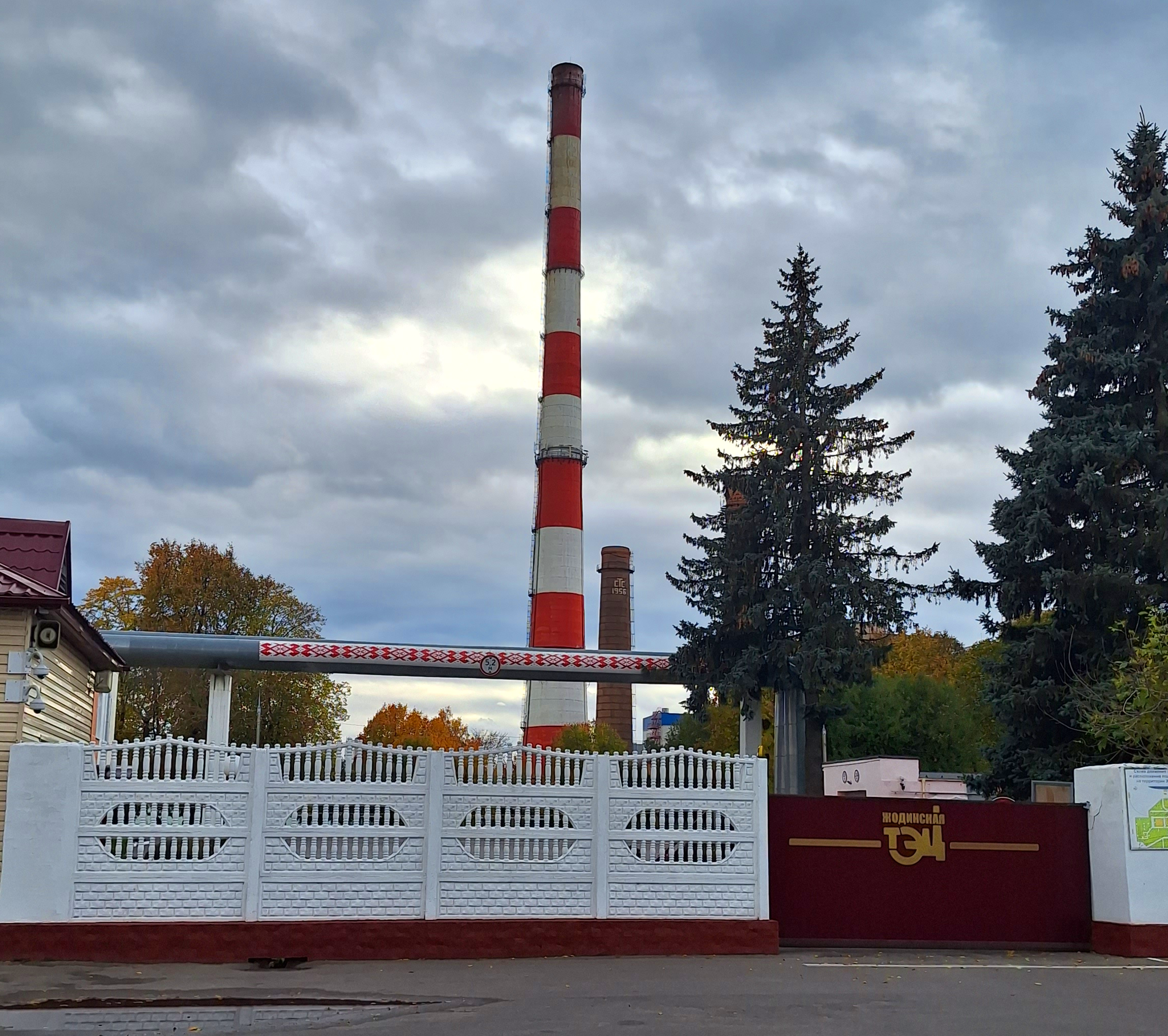
Дымовая труба Жодинской ТЭЦ высотой 180 м.

В 2016 г. были переданы в коммунальную собственность г. Борисова 2,4792 км тепловых сетей, а по г. Жодино принято 1.6988 км тепловых сетей на баланс Жодинской ТЭЦ. В 2017 г. приняты на баланс филиала «Жодинская ТЭЦ» 114,9354 км тепловых сетей и 29 ЦТП по г. Жодино.

## Современное состояние
В данный момент времени Жодинская ТЭЦ находится в активной эксплуатации и является единственным источником теплоснабжения в городе Жодино по трём магистралям, часть индивидуального сектора обеспечивается центральным отоплением. В работе станции задействовано Жодинское водохранилище (участок реки Плисы от Судобовки до дамбы), оно используется как водоём-охладитель для ТЭЦ. Площадь искусственного водоёма составляет 1,1 км², а максимальная глубина около 4 метров.
Паровые котлы:
- 1хДЕ-25 ст.№ 1;
- 2хДКВР-20 ст.№ 2, 3;
- 1хДКВР-10 ст. № 5.

Водогрейные котлы:
- 2хПТВМ-30 ст.№ 6, 7;
- 2хПТВМ-50 ст.№ 8, 9;
- 1хКВГМ-100 ст. № 10.[4]